# Friedrich Heydenau
Friedrich Heydenau, född 4 juli 1886 i Wien, död där 10 augusti 1960, var en österrikisk författare.
Friedrich Heydenau utbildade sig till officer, blev kapten 1916 men tog avsked 1918 efter centralmakternas nederlag i första världskriget. Han debuterade 1933 med berättelsen Wuk, der Wolf, där han i skildringen av en hund utnyttjar minnen och erfarenheter från sin tjänstgöring i skilda gränsgarnisoner i öster, en starkt lyrisk bok, och utgav sedan Der Leutnant Lugger (1934, svensk översättning 1942), en roman med motiv från den österrikisk-ungerska monarkins sista glansdagar med bilder från militärlivet i Wien under åren före första världskriget, från själva kriget och från revolutionen 1918, Hejo und Hila (1935) som skildrar en landsflyktig före detta rysk krigsfånges upplevelser, Der unheilige Franziskus (1948), Zum Licht empor (1948) och Als es noch den Kaiser gab (1948).